# Innesoconcha catletti
Innesoconcha catletti är en snäckart som först beskrevs av Brazier 1872.  Innesoconcha catletti ingår i släktet Innesoconcha och familjen Helicarionidae. Inga underarter finns listade i Catalogue of Life.